# بانانا يايا
بانانا يايا (بالفرنسية: Banana Yaya)‏ (مواليد 12 يوليو 1991 في ماروا، الكاميرون) هو لاعب كرة قدم كاميروني، يلعب في مركز الدفاع.

## روابط خارجية
- بانانا يايا على موقع الاتحاد الدولي (مؤرشف)  (الإنجليزية)
- بانانا يايا على موقع قاعدة بيانات كرة القدم.إي يو (الإنجليزية)
- بانانا يايا على موقع ليكيب (الفرنسية)
- بانانا يايا على موقع ناشيونال فوتبول تيمز (الإنجليزية)
- بانانا يايا على موقع Soccerway.com (الإنجليزية)
- بانانا يايا على موقع عالم كرة القدم.نت (الإنجليزية)
- بانانا يايا على موقع AS.com (الإسبانية)